# Gabons præsidenter
Siden Gabon blev uafhængig i 1960 har Gabons præsidenter været:
| Navn                            | Begyndte         | Sluttede          |
| ------------------------------- | ---------------- | ----------------- |
| Léon M'ba                       | 17. august 1960  | 17. februar 1964  |
| Jean-Hilaire Aubame             | 18. februar 1964 | 19. februar 1964  |
| Léon M'ba                       | 19. februar 1964 | 28. november 1967 |
| Omar Bongo                      | 2. december 1967 | 8. juni 2009      |
| Rose Francine Rogombé (interim) | 10. juni 2009    | 16. oktober 2009  |
| Ali Bongo Ondimba               | 16. oktober 2009 | 30. august 2023   |
| Brice Oligui (interim)          | 30. august 2023  | Nuværende         |

## Notater
1. ↑  M'ba døde i sit embede
2. ↑  Hed oprindelig Albert-Bernard, men ændrede navnet til Omar i 1968 da han konvertere til islam
3. ↑  Bongo døde i sit embede